# Grytesjön (Långareds socken, Västergötland)
Grytesjön är en sjö i Alingsås kommun i Västergötland och ingår i Göta älvs huvudavrinningsområde.